# The Living Death (film 1915)
The Living Death è un cortometraggio muto del 1915 diretto da Tod Browning.

## Produzione
Il film fu prodotto dalla Majestic Motion Picture Company.

## Distribuzione
Distribuito dalla Mutual Film, il film - un cortometraggio in due bobine - uscì nelle sale cinematografiche USA il 6 giugno 1915.